# Карача (село)
Карача (кирг. Карача) — село в Базар-Коргонском районе Джалал-Абадской области Кыргызстана. Входит в состав Бешик-Жонского айылного аймака.

## География
Село расположено в юго-восточной части области, на левом берегу реки Кара-Ункюр, на расстоянии приблизительно 1 километра (по прямой) к северо-востоку от города Базар-Коргон, административного центра района. Абсолютная высота — 823 метра над уровнем моря.

## Население
Согласно оценочным данным Национального статистического комитета Кыргызской Республики, численность населения села на начало 2023 года составляла 3589 человек.
| год     | 2009 | 2014 | 2015 | 2020 | 2021 | 2023 |
| ------- | ---- | ---- | ---- | ---- | ---- | ---- |
| человек | 2523 | 2842 | 2858 | 3487 | 3586 | 3589 |